# Joan Cañellas i Reixach
Joan Cañellas i Reixach (Santa Maria de Palautordera, 30 de setembre de 1986) és un dels millors jugadors d'handbol català. Juga a la posició de central i mesura 1.98 metres i pesa 100 kg.
Format al Club Handbol Palautordera, el 2000 fitxà pel Club Balonmano Granollers, equip amb el qual debutà en la màxima categoria. Posteriorment jugà al FC Barcelona (2005-08), de nou al BM Granollers (2008-09), al BM Ciudad Real (2009-11), al BM Atlético de Madrid (2011-13), al HSV Hamburg (2013-14) i el THW Kiel (2014-16). El 2016 fitxà pel Vardar de Macedònia, equip amb el qual guanyà la Lliga de Campions el 2017, i la temporada 2018-19 passà a jugar en el SC Pick Szeged hongarès.

## Palmarès
- 1 Lliga de Campions: 2016-17
- 2 Mundials de Clubs: 2010 i 2012
- 2 Lliga ASOBAL: 2005-06 i 2009-2010
- 4 Copa del Rei: 2006-07, 2010-2011, 2011-2012 i 2012-2013
- 3 Supercopa d'Espanya: 2006-07, 2010-2011 i 2011-2012
- 1 Copa ASOBAL: 2010-2011
- 4 Lligues dels Pirineus: 2005-06, 2006-07,2007-2008 i 2008-2009
- 1 Bundesliga d'Alemanya: 2014-2015
- 2 Supercopes d'Alemanya: 2014 i 2015
- 3 Lligues de Macedònia: 2015–16, 2016–17 i 2017–18
- 3 Copes de Macedònia: 2016, 2017 i 2018
- 2 Lligues SEHA: 2016-17, 2017-18
- 1 Copa d'Hongria: 2018-19